# Europese kampioenschappen turnen 2015
De Europese kampioenschappen turnen 2015 worden van 15 april tot en met 19 april 2015 gehouden in het Park&Suites Arena in Montpellier, Frankrijk.

## Programma
| Q | Kwalificaties | Goud | Finale |

### Mannen
| Onderdeel       | 13 apr | 14 apr | 15 apr | 16 apr | 17 apr | 18 apr | 19 apr |
| --------------- | ------ | ------ | ------ | ------ | ------ | ------ | ------ |
| Kwalificaties   |        |        |        | Q0     |        |        |        |
| Meerkamp        |        |        |        |        | 0      |        |        |
| Paard (voltige) |        |        |        |        |        | 0      |        |
| Ringen          |        |        |        |        |        | 0      |        |
| Vloer           |        |        |        |        |        | 0      |        |
| Brug            |        |        |        |        |        |        | 0      |
| Rekstok         |        |        |        |        |        |        | 0      |
| Sprong          |        |        |        |        |        |        | 0      |
| Totaal          |        |        |        | 1      | 1      | 3      | 3      |

### Vrouwen
| Onderdeel     | 13 apr | 14 apr | 15 apr | 16 apr | 17 apr | 18 apr | 19 apr |
| ------------- | ------ | ------ | ------ | ------ | ------ | ------ | ------ |
| Kwalificatie  |        |        | Q0     |        |        |        |        |
| Meerkamp      |        |        |        |        | 0      |        |        |
| Brug ongelijk |        |        |        |        |        | 0      |        |
| Sprong        |        |        |        |        |        | 0      |        |
| Balk          |        |        |        |        |        |        | 0      |
| Vloer         |        |        |        |        |        |        | 0      |
| Totaal        |        |        | 1      |        | 1      | 2      | 2      |

## Medailles

### Mannen
| Onderdeel       | Goud | Goud                   | Zilver  | Zilver                            | Brons | Brons           |
| --------------- | ---- | ---------------------- | ------- | --------------------------------- | ----- | --------------- |
| Meerkamp        | UKR  | Oleg Vernjajev         | RUS     | David Beljavskij                  | GBR   | Daniel Purvis   |
| Vloer           | GBR  | Kristian Thomas        | RUS     | David Beljavskij                  | SUI   | Pablo Brägger   |
| Paard (voltige) | GBR  | Louis Smith            | ARM     | Harutyum Merdinyan                | ITA   | Alberto Busnari |
| Ringen          | GRE  | Eleftherios Petrounias | RUS FRA | Denis Abljazin Samir Ait Said     |       | -               |
| Sprong          | RUS  | Nikita Nagorny         | RUS UKR | Denis Abljazin Ihor Radivilov     |       | -               |
| Brug            | UKR  | Oleg Vernjajev         | SUI ROU | Christian Baumann Marius Berbecar |       | -               |
| Rekstok         | CRO  | Marijo Možnik          | GBR     | Sam Oldham                        | GRE   | Vlasios Maras   |

### Vrouwen
| Onderdeel     | Goud | Goud               | Zilver | Zilver             | Brons | Brons              |
| ------------- | ---- | ------------------ | ------ | ------------------ | ----- | ------------------ |
| Meerkamp      | SUI  | Giulia Steingruber | RUS    | Maria Kharenkova   | GBR   | Ellie Downie       |
| Sprong        | RUS  | Maria Paseka       | SUI    | Giulia Steingruber | RUS   | Ksenia Afanasyeva  |
| Brug ongelijk | RUS  | Daria Spiridonova  | GBR    | Becky Downie       | NED   | Sanne Wevers       |
| Balk          | ROU  | Andreea Munteanu   | GBR    | Becky Downie       | FRA   | Claire Martin      |
| Vloer         | RUS  | Ksenia Afanasyeva  | GBR    | Claudia Fragapane  | SUI   | Giulia Steingruber |

### Medaillespiegel
| Plaats | Land                | Goud | Zilver | Brons | Totaal |
| 1      | Rusland             | 4    | 5      | 1     | 10     |
| 2      | Verenigd Koninkrijk | 2    | 4      | 2     | 8      |
| 3      | Oekraïne            | 2    | 1      | 0     | 3      |
| 4      | Zwitserland         | 1    | 2      | 2     | 5      |
| 5      | Roemenië            | 1    | 1      | 0     | 2      |
| 6      | Griekenland         | 1    | 0      | 1     | 2      |
| 7      | Kroatië             | 1    | 0      | 0     | 1      |
| 8      | Frankrijk           | 0    | 1      | 1     | 2      |
| 9      | Armenië             | 0    | 1      | 0     | 1      |
| 10     | Italië              | 0    | 0      | 1     | 1      |
| 10     | Nederland           | 0    | 0      | 1     | 1      |
| Totaal | Totaal              | 12   | 15     | 9     | 36     |

## Belgische en Nederlandse deelname

### België

#### Mannen
- Maxime Gentges
- Dennis Goossens
- Florian Landuyt
- Kristof Schroe
- Donna-Donny Truyens
- Siemon Volkaert

#### Vrouwen
Geen

### Nederland

#### Mannen
- Boudewijn de Vries
- Bart Deurloo
- Anthony van Assche
- Yuri van Gelder (onder de naam Lambertus van Gelder)
- Jeffrey Wammes
- Epke Zonderland

#### Vrouwen
- Sanne Wevers
- Dyonnailys Supriana
- Eythora Thorsdottir
- Noël van Klaveren

### Mannen finales
| Onderdeel | Plaats | Turner          | Score   |
| --------- | ------ | --------------- | ------- |
| Meerkamp  | 021    | Maxime Gentges  | 081.174 |
| Vloer     | 06     | Bart Deurloo    | 014.866 |
| Ringen    | 04     | Yuri van Gelder | 015.533 |

### Vrouwen finales
| Onderdeel | Plaats | Turnster            | Score   |
| --------- | ------ | ------------------- | ------- |
| Meerkamp  | 012    | Eythora Thorsdottir | 053.798 |
| Meerkamp  | 020    | Dyonnailys Supriana | 051.066 |
| Sprong    | 04     | Noël van Klaveren   | 014.583 |
| Brug      | Brons  | Sanne Wevers        | 014.200 |
| Balk      | 08     | Sanne Wevers        | 011.900 |